# 천북초등학교 (충남)
천북초등학교는 대한민국 충청남도 보령시 천북면 하만리에 있는 공립 초등학교이다.

## 학교 연혁
| 1932년 | 천북공립보통학교 개교(6월 1일, 4년제)         |
| 1933년 | 교사 신축낙성식 거행(3월 25일)                |
| 1934년 | 4년제 제1회 졸업식(16명 졸업)(12월 25일)      |
| 1938년 | 6년제로 개편(3월 1일)                         |
| 1938년 | 천북공립심상소학교로 개칭(4월 1일)            |
| 1941년 | 6년제 제1회 졸업식(3월 31일)                  |
| 1941년 | 천북공립국민학교로 개칭(4월 1일)              |
| 1949년 | 천북국민학교로 개칭(3월 31일)                 |
| 1951년 | 낙동국민학교 분리 승격(3월 1일)               |
| 1970년 | 학성국민학교, 장은국민학교 분리 승격(3월 1일) |
| 1981년 | 병설유치원 개원(3월 8일)                      |
| 1993년 | 학성국민학교 통폐합(3월 1일)                  |
| 1994년 | 장은분교장 본교 편입(3월 1일)                 |
| 1996년 | 천북초등학교로 개칭(3월 1일)                  |
| 1999년 | 장은분교장 통폐합(3월 1일)                    |
| 2016년 | 입학식(유치원: 9명, 1학년: 13명)              |
| 2016년 | 제82회 졸업(총 졸업생수 5,046명)              |

## 참고 자료
- 천북초등학교 - 한국교육학술정보원 학교알리미